# 清涼法苑

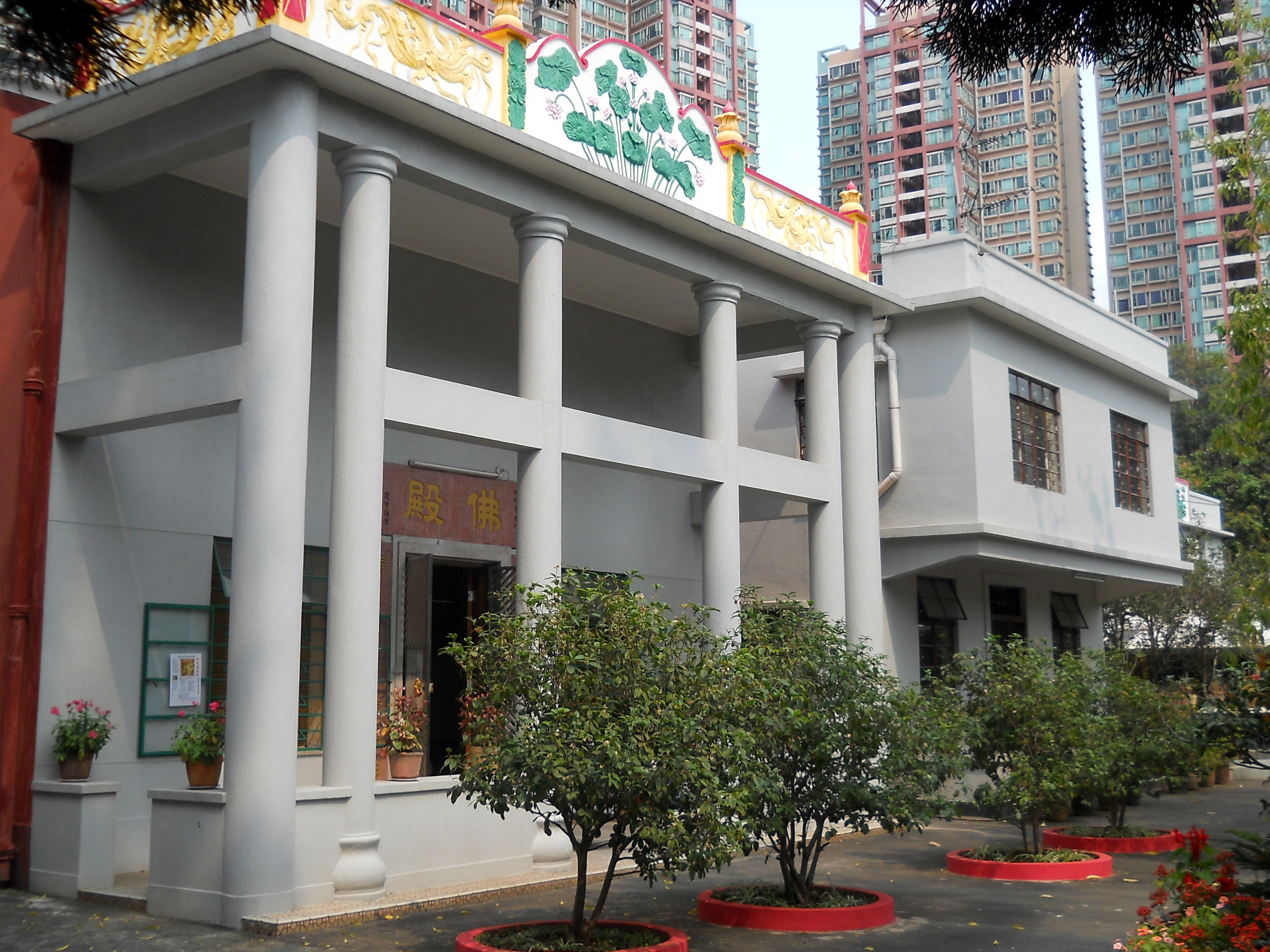
清涼法苑佛殿

清涼法苑是香港一座佛教建築，位於新界屯門區虎地青山公路21咪，鄰近疊茵庭及極樂寺。清涼法苑現有四幢平房建築，其佛殿及淨恩小築已被列為香港三級歷史建築。

## 歷史
清涼法苑是於1912年由李公達居士創建的佛堂，原址本來稱為樨香苑，因種滿香樨而得名。法苑內的佛殿於1928年4月落成，曾於1963年重修。

## 設施
清涼法苑淨恩小築現為一間素菜餐館，提供齋菜套餐。
清涼法苑佛殿內有荷花和荷葉的彩色浮雕。佛殿內的「十六羅漢應真像」石刻印本拓片，來自清朝乾隆皇帝在杭州聖因寺觀賞之羅漢圖。

## 外部連結
维基共享资源上的相關多媒體資源：清涼法苑